# 电气牵引设备公司
电气牵引设备公司（法語：Le Matériel de Traction Électrique，缩写：法語：）是法国历史上一家从事铁路机车车辆设计制造的经济利益联合体（GIE），由热蒙-施耐德和克勒索-卢瓦尔于1954年共同创立，主要产品包括电力机车、柴油机车、燃气涡轮机车和重型工程机械等，成立目的是结合这两家法国老牌企业的力量，在满足法国国家铁路需求的同时并致力于开拓海外市场。1973年，法铁集团（Francorail）宣布与电气牵引设备公司合作，组建MTE-法铁经济利益联合体（MTE-Francorail）。1986年，热蒙-施耐德将长年亏损的铁路机车车辆业务出售给日益壮大的阿尔斯通公司。1987年，由热蒙-施耐德和克勒索-卢瓦尔合资的电气牵引设备公司亦被阿尔斯通收购。